# SK Vysoké Mýto
SK Vysoké Mýto je český fotbalový klub z města Vysoké Mýto v Pardubickém kraji. Od sezony 2013/14 působí v Divizi C (4. nejvyšší soutěž). Klubovými barvami jsou černá a bílá. Klub byl založen v roce 1902.

## Významní hráči a trenéři v klubové historii[4]
- Pavel Dvořák
- Tomáš Jirsák
- Jakub Martinec
- Vojtěch Štěpán
- Martin Pulpit
- Filip Klapka
- Nicolas Šumský
- Zdeněk Vacek

## Umístění A mužstva v jednotlivých sezonách[5][6]
| Česko (2004 – současnost) |                           |        |      |        |
| Sezóna                    | Soutěž                    | Úroveň | Body | Pozice |
| 2004/05                   | Pardubický krajský přebor | 5      | 34   | 8.     |
| 2005/06                   | Pardubický krajský přebor | 5      | 31   | 12.    |
| 2006/07                   | Pardubický krajský přebor | 5      | 36   | 10.    |
| 2007/08                   | Pardubický krajský přebor | 5      | 37   | 9.     |
| 2008/09                   | Pardubický krajský přebor | 5      | 38   | 12.    |
| 2009/10                   | Pardubický krajský přebor | 5      | 38   | 11.    |
| 2010/11                   | Pardubický krajský přebor | 5      | 31   | 12.    |
| 2011/12                   | Pardubický krajský přebor | 5      | 47   | 5.     |
| 2012/13                   | Pardubický krajský přebor | 5      | 67   | 1.     |
| 2013/14                   | Divize C                  | 4      | 48   | 5.     |
| 2014/15                   | Divize C                  | 4      | 42   | 11.    |
| 2015/16                   | Divize C                  | 4      | 48   | 4.     |
| 2016/17                   | Divize C                  | 4      | 59   | 4.     |
| 2017/18                   | Divize C                  | 4      | 57   | 2.     |
| 2018/19                   | Divize C                  | 4      | 39   | 11.    |
| ** 2019/20                | Divize C                  | 4      | 40   | 1.     |
| ** 2020/21                | Divize C                  | 4      | 19   | 3.     |
| 2021/22                   | Divize C                  | 4      | 63   | 2.     |
| 2022/23                   | Divize C                  | 4      | 37   | 10.    |
| 2023/24                   | Divize C                  | 4      | 53   | 4.     |
| 2024/25                   | Divize C                  | 4      | 63   | 2.     |
| 2025/26                   | Divize C                  | 4      |      |        |

**= sezona předčasně ukončena z důvodu pandemie covidu-19

## Aktuální hráčský kádr A mužstva

### Sezona 2025/26 - 4.liga skupina C - podzimní část[8]
| brankáři    | obránci           | záložníci          | útočníci        | realizační tým                                     | vedení klubu                         |
| ----------- | ----------------- | ------------------ | --------------- | -------------------------------------------------- | ------------------------------------ |
| Jiří Strnad | Tomáš Lněnička    | Pavel Tomášek      | Pavel Dvořák    | Adam Dostál (hlavní trenér)                        | Ing. Miroslav Trnka (předseda klubu) |
| Marek Jech  | Filip Řehák       | František Šplíchal | Pavel Štěpánek  | Marián Hock (asistent trenéra)                     | Ing. Jindřich Svatoš (místopředseda) |
|             | Matěj Javůrek     | Tomáš Briol        | Lukáš Hájek     | Petr Chaloupka (kondiční trenér)                   | Pavel Dvořák st. (sekretář)          |
|             | Jaroslav Hlavsa   | Filip Březák       | Maksym Sapelkin | Vojtěch Černík (trenér brankářů a vedoucí mužstva) |                                      |
|             | Vratislav Valášek | Filip Schmoranz    |                 |                                                    |                                      |
|             | Jan Dvořák        | Oliver Žahourek    |                 |                                                    |                                      |
|             | Ondřej Švejda     | Marek Kadrmas      |                 |                                                    |                                      |
|             | Jakub Macák       | Vojtěch Habrman    |                 |                                                    |                                      |
|             |                   | Miroslav Martinec  |                 |                                                    |                                      |
|             |                   | Václav Pilný       |                 |                                                    |                                      |